# Yves Clausse
Yves Clausse (* 4. Februar 1969 in Ettelbrück, Luxemburg) ist ein luxemburgischer Olympiateilnehmer an den Olympischen Spielen in der Disziplin Schwimmen. Er trat bei den Spielen 1988 in Seoul und 1992 in Barcelona (Clausse war hier Fahnenträger für das luxemburgische Olympiateam) an.

## Laufbahn

### Olympische Spiele 1988
Clausse nahm bei den Olympischen Spielen 1988 an den Wettbewerben im Freistilschwimmen über 50 m, 100 m sowie 200 m teil. In jeder der drei Disziplinen schied er in der ersten Runde aus und belegte damit über 50 m den 28. Platz, über 100 m den 35. Platz und über 200 m den 38. Platz.

### Olympische Spiele 1992
Bei den Olympischen Spielen 1992 schwamm er die gleichen Streckenlängen wie vier Jahre zuvor, wieder im freien Stil. Er belegte die Plätze 32 und 34 (über 100 m und 200 m). Über 50 m wurde er disqualifiziert.